# 恒成美代子
恒成 美代子（つねなり みよこ、1943年3月18日 - ）は、歌人。

## 経歴
大分県に生まれる。1963年、福岡市に転居。詩人一丸章の女性史講座を受講して感銘を受ける。1972年、歌誌「ゆり」に入会、鶴逸喜に師事。1976年、歌集『早春賦』（葦書房）を刊行、翌年、第7回福岡市文学賞受賞。同年、歌誌「未来」に入会、近藤芳美に師事。1998年、歌集『ひかり凪』（ながらみ書房、1997年）にて、第6回ながらみ書房出版賞を受賞。
日本歌人クラブ九州ブロック代表幹事を務める。現代歌人協会会員、日本文藝家協会会員。

## 著書

### 歌集
- 『早春譜』（葦書房、1976年）
- 『季節はわれを』（雁書館、1987年）
- 『夢の器』（ながらみ書房、1992年）
- 『ひかり凪』（ながらみ書房、1997年）
- 『ゆめあわせ』（砂子屋書房、2002年）
- 『小春日和』（ながらみ書房、2006年）
- 『暦日』（角川学芸出版、2012年）
- 『秋光記』（ながらみ書房〈現代女性歌人叢書〉 、2016年)

### エッセイ集
- 『うたのある歳月』（本阿弥書店、2010年）

### 選集
- 『恒成美代子歌集』（砂子屋書房〈現代短歌文庫〉、2019年）